# Valeadeni, Caraș-Severin
Valeadeni este un sat în comuna Brebu din județul Caraș-Severin, Banat, România.

## Personalități
- Petrică Vița (1966 - 2023), taragotist

## Legături externe

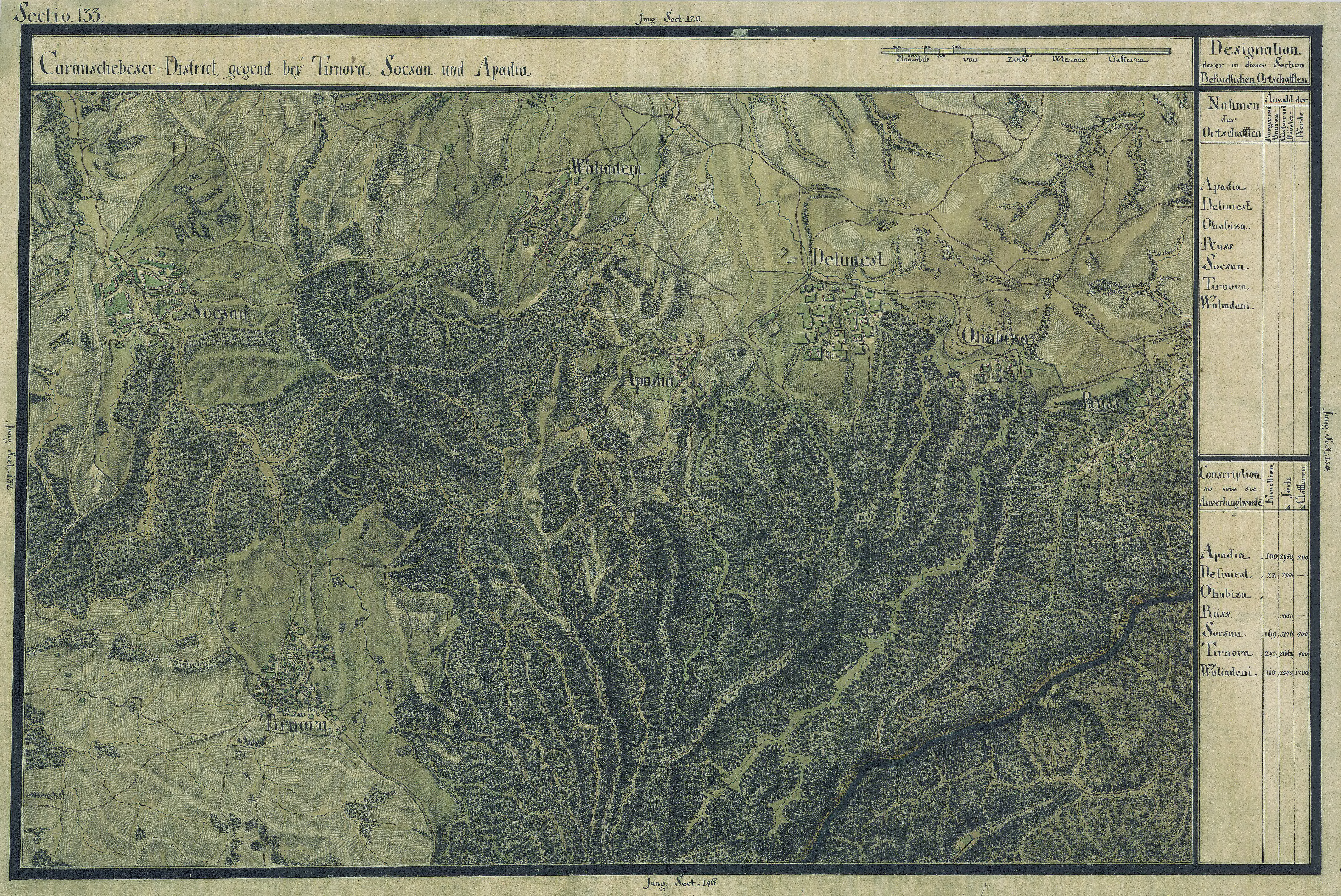
Valeadeni în Harta Iosefină a Banatului, 1769-72